# Borut Križ
Borut Križ, slovenski arheolog, * 2. november 1955, Novo mesto.
Diplomiral je l. 1982 na ljubljanski Filozofski fakulteti. 
Po diplomi je bil najprej konservator na Zavodu za varstvo naravne in kulturne dediščine v Novem mestu, od 1993 pa je kustos Dolenjskega muzeja v Novem mestu in vodja arheoloških izkopavanj na železnodobnih najdiščih v in v okolici Novega mesta. 
Raziskoval je Gradišče v Dolenjskih Toplicah, ter železodobne gomile v Metliki, Družinski vasi, na Otočcu in v Novem mestu obsežna grobišča pozne bronaste in železne dobe (Novo mesto. IV, Kapiteljska njiva, Gomila II in gomila III, Novo mesto. V, Kapiteljska njiva. Gomila IV in gomila V). 
Pripravil je arheološke razstave s katalogi Novo mesto pred Iliri (1995), Kapiteljska njiva (1997) in Kelti v Novem mestu (2001) in knjige Steklo in jantar Novega mesta, ki jo je izdal leta 2003 ter več monografij v zvezi s tematiko arheoloških izkopavanj.

## Nagrade in priznanja
- 2009: Valvasorjevo priznanje za stalno razstavo Arheološka podoba Dolenjske (Dolenjski muzej Novo mesto)[3]
- Leta 2020 je prejel nagrado Slovenskega arheološkega društva za življenjsko delo.